# Tootsie
Tootsie es una película estadounidense de 1982 dirigida por Sydney Pollack y protagonizada por Dustin Hoffman y Jessica Lange. Ha sido galardonada con premios cinematográficos estadounidenses e internacionales.
En 1998 la película fue incluida entre los filmes que preserva el Registro Nacional de Cine de la Biblioteca del Congreso de Estados Unidos por ser considerada «cultural, histórica o estéticamente significativa».

## Argumento
Michael Dorsey (Dustin Hoffman) es un conocido actor pero queda sin trabajo en Nueva York debido a su problemático carácter. Con el objeto de encontrar empleo y ayudado por un amigo suyo (Bill Murray), se disfraza de mujer y aparece en una teleserie ambientada en un hospital. Michael (ahora Dorothy) se convierte en una estrella, pero se siente atraído por una de las protagonistas de la serie, Julie Nichols (Jessica Lange). La fama le sonríe, pero tendrá que decidir entre seguir como Dorothy, o volver a ser Michael.
Michael es un actor respetado, pero nadie en la ciudad de Nueva York quiere contratarlo porque es un perfeccionista y es difícil trabajar con él, su agente representante no puede conseguirle buenos trabajos, pero él llega a fin de mes trabajando como mesero en un restaurante y dando clases de actuación. Después de muchos meses sin un trabajo como actor, Michael se entera de una apertura en la popular telenovela diurna Southwest General de su amiga y estudiante de actuación Sandy Lester, quien intenta sin éxito el papel de administradora del hospital Emily Kimberly. 
Desesperado y después de una discusión con su agente, Michael se hace pasar por una mujer, se disfraza como una señora mayor, hace una audición como "Dorothy Michaels" y obtiene el papel de administrador del hospital en la serie Southwest General. Michael toma el trabajo como una forma de recaudar $ 8,000 para producir una obra de teatro de su compañero de cuarto Jeff Slater, el plan es protagonizar él mismo y Sandy, su novia le ayuda a pagar las cuentas y llegar a fin de mes. Como “Dorothy”, Michael interpreta a Emily Kimberly como una luchadora feminista, esto sorprende a los otros actores y al equipo, quienes esperaban ella fuera (como está escrito) en el guion original, otra mujer débil que se desmaya ante los problemas. Su personaje se convierte rápidamente en una sensación nacional y el programa sube la audiencia de Southwest General, los productores aceptan el cambio y confían en su propuesta.
Cuando Sandy sorprende a Michael en su dormitorio medio desnudo porque quiere probarse su ropa para obtener ideas para el guardarropa de Dorothy, lo encubre diciendo quiere tener sexo con ella. Sandy es receptiva y duermen juntos. Para agravar aún más las cosas, se siente atraído por una de sus coprotagonistas de la serie de televisión, Julie Nichols, una madre soltera en una relación poco saludable con el director amoral, abusador y sexista del programa, Ron Carlisle. En una fiesta de la productora de televisión, cuando Michael (como él mismo) se acerca a Julie con una frase para ligar a la que ella le había dicho previamente a Dorothy, como una confesión y así sería receptiva, ella le arroja una bebida a la cara. Más tarde, como Dorothy, cuando él hace avances tentativos, cuando Julie acaba de terminar su relación con Ron por consejo de Dorothy, le dice no ser lesbiana.
Mientras tanto, Dorothy tiene sus propios admiradores por el nuevo éxito de la serie Southwest General con los que lidiar: el miembro mayor del reparto John Van Horn y el padre viudo de Julie, un afortunado llamado Les, se enamoran de ella, le proponen matrimonio, insistiendo en que Dorothy lo piense antes de responder. Cuando Michael regresa a casa, encuentra a John desesperado por ella, quien casi fuerza a Dorothy y entonces Jeff los sorprende. Unos minutos más tarde, llega Sandy y le pregunta por qué no ha respondido a sus llamadas, entonces Michael admite estar enamorado de otra mujer y Sandy grita, se desespera muy decepcionada, lo abandona y rompe con él.
El punto de inflexión llega cuando, debido a la popularidad de Dorothy, los productores del programa Southwest General, ahora con mucho respaldo a nivel nacional, quieren extender su contrato por un año más. Michael se libera en su actuación y decide terminar con toda esta farsa, cuando un problema técnico con el sonido, obliga al elenco a actuar en vivo al siguiente día en un importante capítulo de la serie, improvisando una revelación sobre Emily para seguir el mismo patrón de la serie de televisión y no afectar su prestigio, ella habla en un monólogo improvisando que no estaba en el guion original, con la transmisión en vivo a nivel nacional: revela a la audiencia que ella es en realidad Edward, el hermano gemelo de Emily tomando su lugar para vengarla y así poder terminar con la historia original de la serie. Esto les permite a todos una salida, pero Julie está tan indignada por el engaño de Michael que lo golpea en la ingle, cuando las cámaras han dejado de rodar y se marcha furiosa, dando por terminado su actuación en la novela y se termina su transmisión con este escándalo.
Algunas semanas más tarde, Michael sigue adelante con la producción de la obra de teatro de Jeff, en un bar le devuelve el anillo de compromiso al millonario Les y dice: "La única razón por la que sigues vivo es porque nunca te besé". A pesar de su ira, les admite en el bar sentir simpatía por Michael, era una buena compañía como Dorothy y Michael le invita a una cerveza.
Más tarde, Michael espera a Julie fuera del estudio de producción de la serie Southwest General, parado en la calle, cuando ella se resiste a hablar con él por su engaño en la serie, pero Michael le dice simpatizar con su padre y jugaron al billar en un bar, y se lo pasaron bien juntos como amigos. Finalmente admite extraña a Dorothy. Michael le dice a Julie que Dorothy está dentro de él y  también la extraña, y agrega: "Fui un mejor hombre contigo como mujer de lo que nunca fui con una mujer como hombre". Julie lo perdona y se van juntos caminando por la calle, entablando una conversación.

## Reparto
| Actor           | Personaje                         |
| --------------- | --------------------------------- |
| Dustin Hoffman  | Michael Dorsey / Dorothy Michaels |
| Jessica Lange   | Julie Nichols                     |
| Teri Garr       | Sandy Lester                      |
| Dabney Coleman  | Ron Carlisle                      |
| Charles Durning | Leslie "Les" Nichols              |
| Bill Murray     | Jeff Slater                       |
| Sydney Pollack  | George Fields                     |
| George Gaynes   | John Van Horn                     |
| Geena Davis     | April Page                        |
| Doris Belack    | Rita Marshall                     |
| Lynne Thigpen   | Jo                                |
| Estelle Getty   | Mujer adulta                      |

## Producción

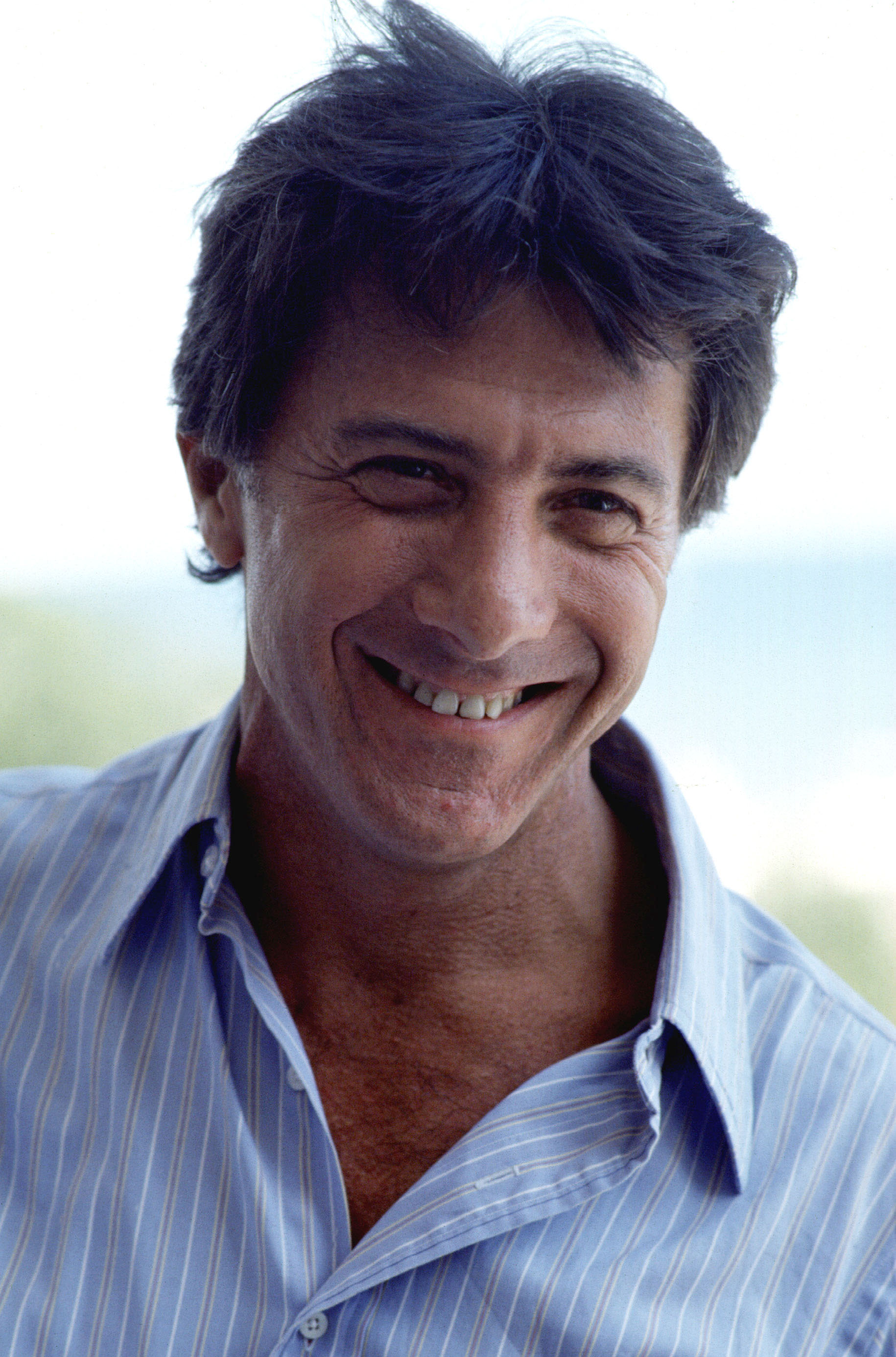
Dustin Hoffman en 1984

Originalmente, Tootsie iba a ser una obra de teatro, titulada ¿Te mentiría?, que estaba preparando el dramaturgo Don McGuire a principios de los años 70. Sin embargo, la obra se fue postergando, mientras que también lograba llamar la atención de varios guionistas, que decidieron lanzarla como película, con el apoyo del productor Charles Evans.
La producción cinematográfica fue rodada en Nueva York. Para la interpretación de Dorothy Michaels Dustin Hoffman tuvo que someterse a un duro trabajo, ya que, para interpretarla, tuvo que someterse cada día a más de tres horas de maquillaje para poder transformarse convincentemente en "ella". Y también para su interpretación artística se basó en la actuación del actor español José Luis López Vázquez en la película "Mi querida señorita" nominada al Óscar a la mejor película en lengua no inglesa en 1972. Cabe también destacar, que Geena Davis tuvo en esta película su debut en la gran pantalla. Finalmente el título original de la película era Shirley, pero, bajo consejo de Dustin Hoffman, fue cambiado a Tootsie.

## Recepción
La película fue un completo éxito de taquilla. También tuvo la aprobación de los críticos más exigentes y además, hoy en día, el filme se cataloga como una de las grandes comedias de los años 80. Finalmente, la película fue también considerada por los actores de Hollywood como la mejor película de todos los tiempos.

## Premios
En Estados Unidos
- Premio Oscar 1983: a la mejor actriz secundaria (Jessica Lange).
- Premio Globo de Oro 1983: al mejor actor en comedia o musical (Dustin Hoffman).
- Premio Globo de Oro 1983: a la mejor actriz secundaria – Cine  (Jessica Lange) ; y a la mejor película comedia o musical.
- Premio NYFCC 1982: al mejor director, al mejor guion y a la mejor actriz secundaria (Jesica Lange).
- Premio National Society of Film Critics 1983: al mejor actor (Dustin Hoffman), y a la mejor actriz secundaria (Jessica Lange); a la mejor película y al mejor guion.
- Premio WGA - cine 1983: al mejor guion escrito para cine (Larry Gelbart y Murray Schisgal).
- Premio LAFCA 1982: al mejor guion (Larry Gelbart y Murray Schisgal).
- Premio KCFCC 1983: a la mejor actriz secundaria (Jessica Lange).
- Premio BSFC 1983: al mejor actor (Dustin Hoffman), y a la mejor actriz secundaria (Jessica Lange).

Premios extranjeros
- Premio BAFTA 1984: al mejor actor (Dustin Hoffman).
- Premio BAFTA 1984:  al mejor maquillaje (Dorothy J. Pearl , George Masters, C. Romania Ford y Allen Weisinger).
- Premio Bodil 1983: a la mejor película no europea (Sidney Pollak).
- Premio Kinema Junpo 1984: a la mejor película en lenguaje extranjero (a Sidney Pollak).
- Premio Goldene Leinwand 1984: a Warner/Columbia (distribuidor).